# Złotniki Lubańskie (gromada)
Złotniki Lubańskie – dawna gromada, czyli najmniejsza jednostka podziału terytorialnego Polskiej Rzeczypospolitej Ludowej w latach 1954–1972.
Gromady, z gromadzkimi radami narodowymi (GRN) jako organami władzy najniższego stopnia na wsi, funkcjonowały od reformy reorganizującej administrację wiejską przeprowadzonej jesienią 1954 do momentu ich zniesienia z dniem 1 stycznia 1973, tym samym wypierając organizację gminną w latach 1954–1972.
Gromadę Złotniki Lubańskie z siedzibą GRN w Złotnikach Lubańskich utworzono – jako jedną z 8759 gromad na obszarze Polski – w powiecie lubańskim w woj. wrocławskim, na mocy uchwały nr 19/54 WRN we Wrocławiu z dnia 2 października 1954. W skład jednostki weszły obszary dotychczasowych gromad Złotniki Lubańskie, Złoty Potok, Zacisze, Karłowiec i Bartoszówka ze zniesionej gminy Biedrzychowice oraz Stankowice ze zniesionej gminy Leśna w tymże powiecie. Dla gromady ustalono 15 członków gromadzkiej rady narodowej.
31 grudnia 1961 gromadę zniesiono, a jej obszar włączono do gromad: Giebułtów (wsie Złotniki Lubańskie, Złoty Potok, Bartoszówka, Zacisze i Karłowice) i Leśna (wieś Stankowice) w tymże powiecie.